# Aurel Leucuția
Aurel Leucuția (n. 26 aprilie 1894, Orțișoara, Timiș, România – d. 1964) a fost un om politic român, care a îndeplinit funcția de ministru.
El a fost membru al Partidului Național Țărănesc. Între 4 noiembrie 1944 și 28 februarie 1945 a fost ministrul economiei naționale în guvernele Constantin Sănătescu și Nicolae Rădescu.
În perioada 1924-1926 Aurel Leucuția a fost și președintele Comisiunii Atletismului. În 1930, a fost primul președinte al Federației Române de Fotbal.